# Northampton Saints
Northampton Saints es un equipo inglés profesional de rugby XV de Northampton, Inglaterra. El equipo de Northampton juega de verde, negro y oro, y su estadio es el Franklin's Gardens que tiene capacidad para unos 15 200 espectadores.
Los Northampton Saints fueron fundados en 1880 y el club ganó su primer trofeo importante, al vencer en la final del 2000 de la Heineken Cup al equipo irlandés del Munster.

## Historia

### Primeros años
El equipo lo fundó en 1880 bajo el nombre original de Northampton St. James (Saints, santos en inglés) el reverendo Samuel Wathen Wigg, un clérigo local y sacerdote de Saint James (San Jaime) que residía en la cercana población de Milton Malsor. De aquí provienen los dos apodos que recibe el club The Saints (Los Santos) o Jimmies. En el ánimo del reverendo estaba la promoción "ordenada" de sus parroquianos más jóvenes, creando un club de rugby, con la filosofía de que un "deporte violento los transformaría en caballeros".
En muy poco tiempo, desde su fundación, Northampton tuvo uno de los mayores equipos (en número de jugadores) de rugby XV de Inglaterra. Veinte años después de su fundación, el granjero local Harry Weston fue premiado con una internacionalidad con la selección inglesa de rugby, siendo, el primer jugador de los Saints en conseguir tal honor.
A través de los primeros años del siglo XX, el club progresó gracias al dominio que realizaba el jugador Edgar Mobbs. Edgar era un héroe para el pueblo, ya que fue el primer jugador de Northampton que capitaneó la selección inglesa, aunque él es más recordado por sus acciones heroicas durante la Primera Guerra Mundial. Tras ser inicialmente rechazado en el reclutamiento por ser demasiado viejo, Edgar levantó su propio Batallón de Deportistas, también conocido como Mobbs Own (Propiedad de Mobbs). Murió tristemente en batalla, liderando a su batallón al frente tras patear una pelota de rugby dentro de la zona libre de hombres el 29 de julio de 1917, por el ataque de una ametralladora y su cuerpo nunca fue encontrado. Debido a este hecho luctuoso, el club organizó el Mobbs Memorial Match como tributo al que fue su jugador, que se juega cada año desde 1921 entre los Barbarians y los East Midlands en Franklin's Gardens.
Durante la posguerra (tras la Segunda Guerra Mundial) los Saints continuaron creciendo, y comenzaron a producir unos de los mejores jugadores de Inglaterra, algunos de los cuales llegaron a capitanear a su selección. Convirtiéndose así en uno de los equipos punteros ingleses durante los siguientes 60 años. De su cantera salieron jugadores como Butterfield, Jeeps, Longland, White y Jacobs pero los tiempos difíciles estaban al llegar.
Pocos años después de su época dorada, el club no supo mantener el paso con los movimientos que se vivieron dentro del juego y a los mejores jugadores no les atrajo la idea de recalar en el club de los Franklin's Gardens, donde se había instaurado una mentalidad "them and us" ("para ellos y nosotros") entre los jugadores y aquellos que estaban al cargo del club. Algunos antiguos jugadores formaron su propio grupo de tareas que barrieron a la vieja guardia en la "Saints Revolution" (Revolución de los Santos) de 1988 y pusieron en acción un plan en el que querían devolver al club a lo más alto de las competiciones inglesas.
Barry Corless, como director deportivo, reestructuró el club y pronto los Santos volvieron a subir, ayudados por la leyenda de los All Blacks Wayne 'Buck' Shelford.
En 1990, Northampton Rugby Union Football Club ascendió a la entonces Primera División (First Division) y al año siguiente hizo su primer viaje a Twickenham para jugar la final de la Copa Anglo-Galesa frente a los Quins. Perdieron en el tiempo extra pero mostró el resurgir del equipo como se vería unas pocas temporadas después.
Tim Rodber y Ian Hunter forzaron su llegada al equipo técnico de Inglaterra mientras que los jóvenes como Matt Dawson y Nick Beal llegaron a la selección.
En 1994, Ian McGeechan se convirtió en el director de Rugby, y aunque el club descendió en su primera temporada como entrenador, ellos volvieron la siguiente temporada a ascender, ganando cada partido de su campaña con ventajas de 50 puntos por partido. A esta temporada muchos aficionados la conoce como la "Demolition Tour of Division Two" (Gira Demoledora por Segunda División).

### La era profesional

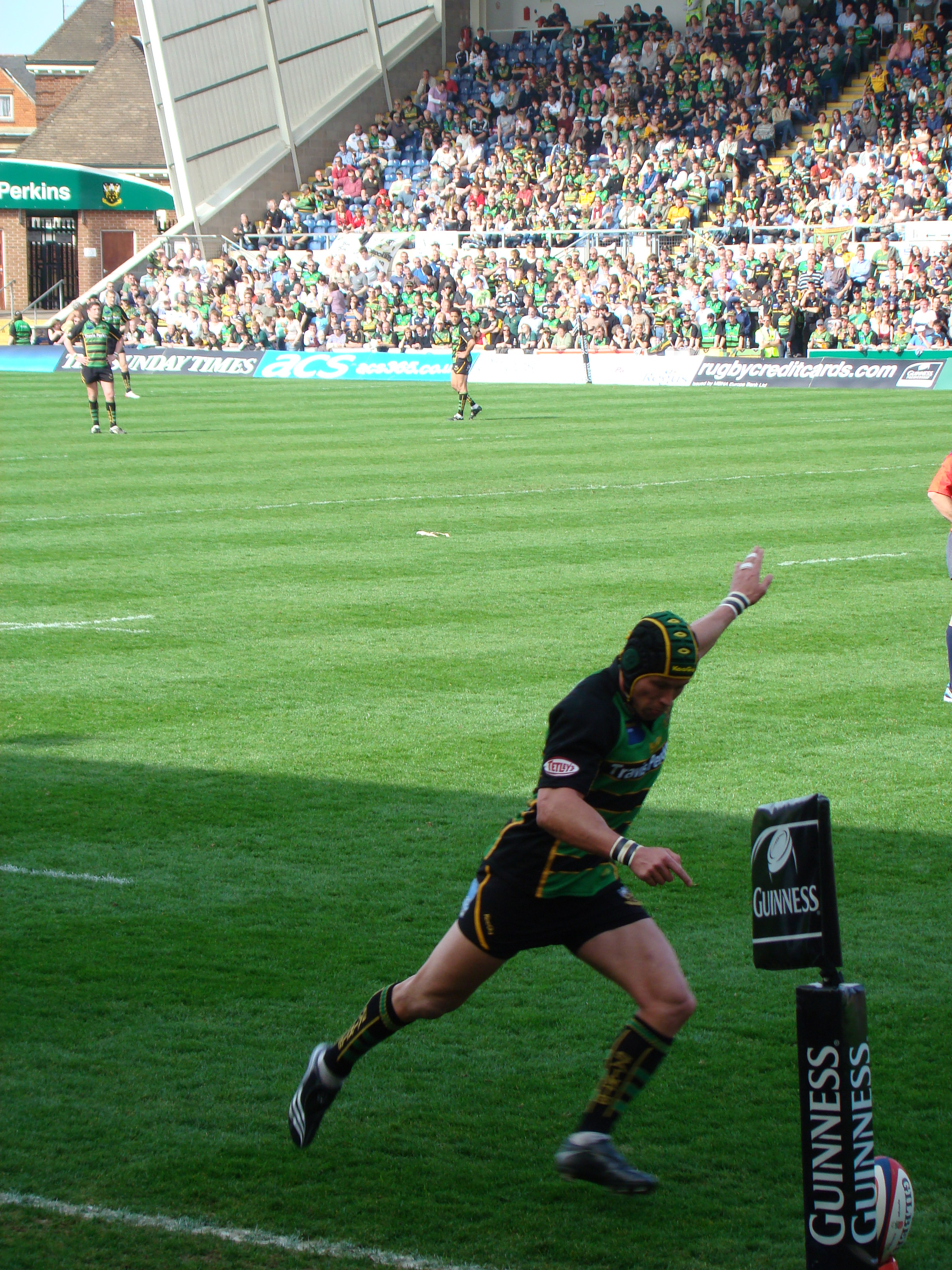
Bruce Reihana

En 1995, el rugby union se volvió profesional y el club fue adquirido por el presidente local de negocios Keith Barwell. 
En 1999, los Saints son segundos de la Allied Dunbar Premiership, el punto culminante de su campaña fue un derby local crucial contra los a la postre ganadores Leicester Tigers que perdieron por 15-22 . Sin embargo, al año siguiente se convirtieron en el segundo equipo en inglés en ganar la Heineken Cup (emulando el éxito en la temporada 98-99 de Bath), venciendo a Munster por 9-8 en la final .  Ian McGeechan que tuvo que dejar al club al final de la anterior temporada para volver a entrenar a la selección escocesa, y fue remplazado por el anterior jugador de los Saints John Steele quien lo había hecho bien con un presupuesto ajustado en los London Scottish.  Steele se basó en los fundamentos introducidos por McGeechan, así como en la inspiración del samoano Pat Lam para liderar al grupo en el éxito europeo.
En el año 2000, el club se transforma en una Compañía pública Limitada (Public Limited Company , Plc) y emite acciones que pueden ser adquiridas por la gente; en esta temporada los Santos pierden la final de la Tetley's Bitter Cup frente a los Wasps, pero vencieron, como antes indiqué en la final de la Heineken a Munster, ganando así su primer gran trofeo.
Tras un mal comienzo durante la temporada 2001-2002,  el antiguo seleccionador de los All-Black Wayne Smith fue fichado como Entrenador Principal (Head Coach). Él consiguió transformar el club en cinco meses de tal forma que aunque en noviembre parecía que iba a descender consiguió alcanzar la final de la Powergen Cup (Copa Anglo-Galesa) y calificar al equipo para la siguiente temporada de la Heineken.
En los tiempos más recientes el club ha sobrevivido al descenso de la Premiership por poco. Después de que el entrenador de la temporada 2004-2005 (Alan Solomons) fuera despedido a mitad de temporada, la función de entrenar pasó a manos de los antiguos compañeros del primer equipo Budge Pontney y Paul Grayson para ayudar al equipo. Ellos tuvieron un inicio titubeante en la temporada 2005-2006, pero continuaron imbatidos después de Año Nuevo.
La temporada 2006-2007, comienza con la salida de Budge, dejando toda la responsabilidad de entrenar en manos de Grayson. En esta temporada, Los Santos vuelven a competir en la Heineken Cup quedando segundos de su grupo, justo por detrás de Biarritz Olympique, los finalistas de la anterior temporada. Northampton se clasificó entonces para los cuartos de final y se encontraron con Biarritz en España y, aunque estaban en la última plaza de la liga inglesa, vencieron a los campeones franceses por 7-6 y llegaron hasta semifinales.
El 28 de abril de 2007, a pesar de la victoria por 27-22 sobre los London Irish en Franklin's Gardens, Northampton descendió a National Division One. Una "reestructuración en bambalinas" les permitió el ascenso de Peter Sloane a entrenador principal, desde su papel de entrenador de delanteros, y Paul Grayson fue "degradado" a entrenador de los backs (tres cuartos y medios). Sin embargo, los cambios se sucedieron y el 9 de junio de 2007, se anunció que el seleccionador de los England Saxons Jim Mallinder se convertiría en el nuevo entrenador principal y Director de Rugby junto con su entrenador auxiliar Dorian West; por ello, Peter Sloane dejó el club.
Tras una temporada en National Division One, el club se aseguró el ascenso a la Guinness Premiership el 22 de marzo de 2008, al vencer a los Exeter Chiefs. Unas semanas más tarde, el 12 de abril de 2008, Northampton vence otra vez a los Exeter Chiefs por 24-13 en Twickenham y gana el Trofeo EDF. Esta temporada además acaba el 26 de abril de 2008 con un récord de imbatibilidad tras ganar los 30 partidos jugados en National Division One.
En la temporada 2008/09 el club conquistó su segundo título europeo, la European Challenge Cup, ganando en la final al Bourgoin francés por 15 a 3, mientras que en la liga tuvo una participación modesta quedando 8º en la clasificación final.
La temporada 2009/10 fue exitosa para Northampton. En la competición de copa el club se hizo con su primer título de la Anglo-Welsh Cup. Al final de la liga regular, los Saints terminaron en 2ª posición. Los Saracens se deshicieron del equipo en semifinales.

## Títulos

### Torneos internacionales
- Copa de Campeones de Europa (1): 1999-00

- European Challenge Cup (2): 2008-09, 2013-14

- Subcampeón Copa de Campeones Europeos de Rugby (2): 2010-11, 2024-25

### Torneos nacionales
- Premiership Rugby (2): 2013-14, 2023-24

- Anglo-Welsh Cup (1): 2009-10

- Premiership Rugby Cup (1): 2018-19

- RFU Championship (3): 1989-90, 1995-96, 2007-08

- EDF Energy Trophy (1): 2007-08

- Subcampeón Premiership (2): 1998–99, 2012–13